# Groscavallo

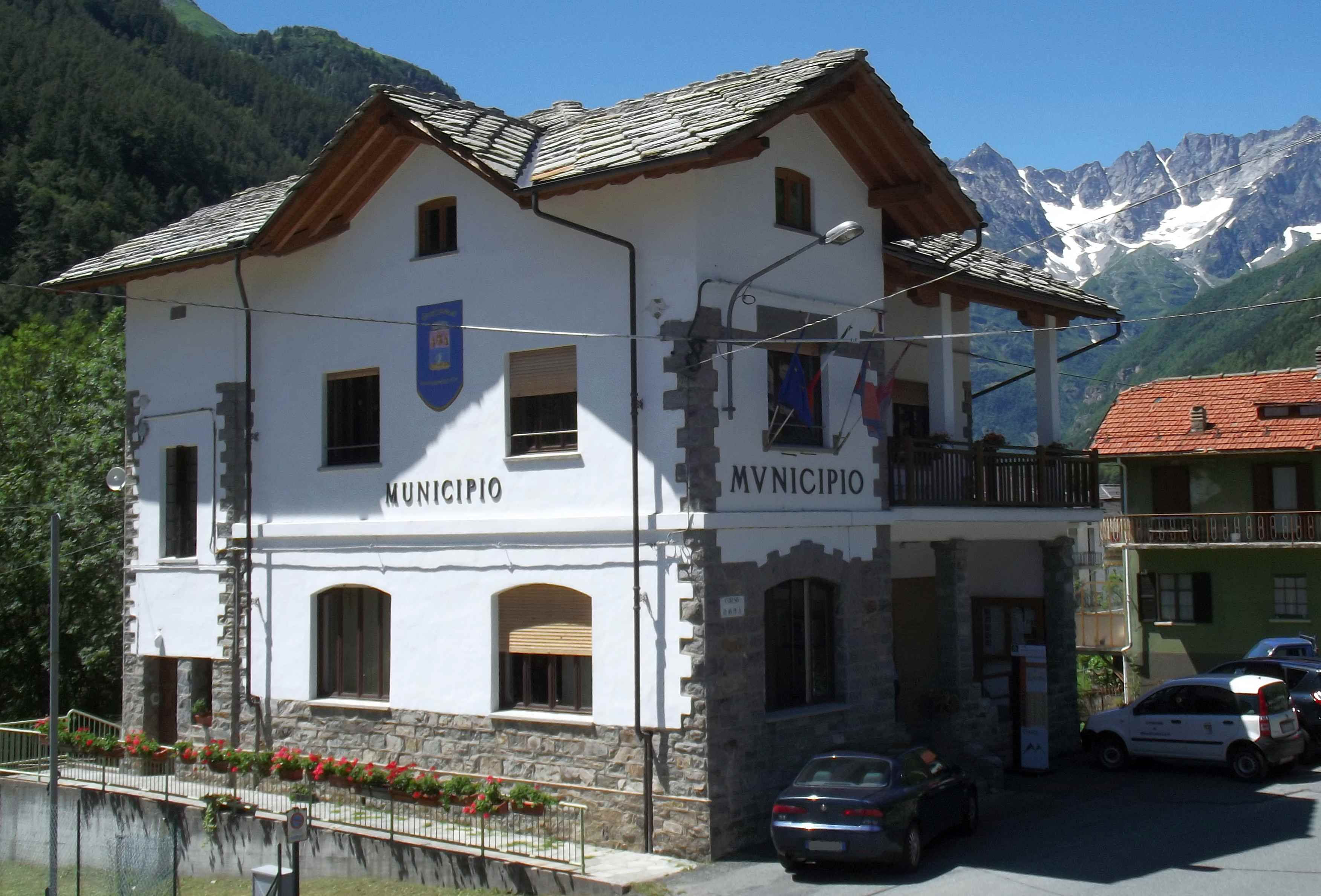
Gemeentehuis

Groscavallo is een gemeente in de Italiaanse provincie Turijn (regio Piëmont) en telt 220 inwoners (31-12-2004). De oppervlakte bedraagt 93,0 km², de bevolkingsdichtheid is 2 inwoners per km².
De volgende frazioni maken deel uit van de gemeente: Bonzo, Migliere, Pialpetta, Ricchiardi, Borgo, Campo Pietra, Forno Alpi Graie en Alboni e Rivotti.

## Demografie
Groscavallo telt ongeveer 118 huishoudens. Het aantal inwoners daalde in de periode 1991-2001 met 18,0% volgens cijfers uit de tienjaarlijkse volkstellingen van ISTAT.
| Jaar | Inwoneraantal |
| ---- | ------------- |
| 1991 | 261           |
| 2001 | 214           |

## Geografie
Groscavallo grenst aan de volgende gemeenten: Ala di Stura, Balme, Bonneval-sur-Arc (FR-73), Ceres, Ceresole Reale, Chialamberto en Noasca.
1. ↑  https://demo.istat.it/?l=it.